# Gustaf Persson Banér
Gustaf Persson Banér, seit 1651 Freiherr, schwedisch Gustaf Persson Banér, friherre af Karleby (* 24. August 1618; † 21. Januar 1689) war ein schwedischer Feldmarschall.

## Leben

### Herkunft und Familie
Gustaf war Angehöriger des schwedischen Adelsgeschlechts der Freiherren Banér. Seine Eltern waren der schwedische Reichsrat Peder Gustafsson Banér (1588–1644) und Hebbla Fleming.
Er vermählte sich 1642 in Stockholm mit Brita Bielke († 1669), einer Tochter des schwedischen Staatsmannes Nils Bielke (1569–1639). 1672 vermählte er sich mit Gräfin Märta Elisabet Oxenstierna af Croneborg, einer Tochter der Maria Sofia De la Gardie (1627–1694). Aus beiden Ehen gingen insgesamt zwölf Kinder hervor.

### Werdegang
Banér nahm auf dem deutschen Kriegsschauplatz am Dreißigjährigen Krieg teil. 1639 war er Kapitänleutnant und geriet 1642 als Obrist in der Schlacht bei Breitenfeld in kaiserliche Gefangenschaft. Von 1648 bis 1650 war er Landshövding auf Gotland. 1651 avancierte er zum Reichsrat und wurde zum Freiherrn von Karleby erhoben. In den Jahren 1654 bis 1656 war er Landshövding in Uppland. In den Dänisch-Schwedischen Kriegen (1657–1660) konnte er sich mehrfach auszeichnen und stieg 1657 zum Generalleutnant bei der Kavallerie sowie 1658 zum General der Kavallerie auf. Im Jahre 1663 wurde er Häradshövding in Västergötland, Lagman in Södermanland und erhielt seine Beförderung zum Feldmarschall. Von 1664 bis 1668 war er Generalgouverneur in Skåne, Halland und Blekinge, wobei er ebenfalls die Stellung des Häradshövding bzw. Gouverneurs in Ydre, Kinda, Bankekinds und Göstrings sowie seit 1665 auch in ganz Östergötland ausfüllte. Er beschloss eine Laufbahn 1667 als Kriegsrat, wurde 1669 Präsident des Kriegskollegiums und er erhielt noch 1674 die Leitung über die Verteidigung der Grenze zu Norwegen.
Banér wurde in der Riddarholmskyrkan in Stockholm beigesetzt.